# Frome St. Quintin
Frome St. Quintin är en civil parish i Storbritannien.   Den ligger i kommunen Dorset och riksdelen England, i den södra delen av landet, 190 km väster om huvudstaden London. Antalet invånare är 150.